# Cerro Marahuaca
El Marahuaca que tiene 2832 msnm y cuyo nombre significa Árbol de la Vida, ubicado al noreste del Duida  y del tepuy Huachamakari o Kushamakari  de 1900 msnm, formando parte del Parque Nacional Duida -  Marahuaca, que se encuentra en el centro meridional del Macizo Guayanés y se crea por decreto Nº 2.981 de fecha 12 de diciembre de 1978, publicado en Gaceta Oficial Extraordinaria Nº 2.417 del 7 de marzo de 1979, para proteger las mesetas Duida, Marahuaca y Huachamakari, tepuyes que constituyen un reservorio de especímenes de la flora de Venezuela, además de importantes recursos hídricos. El tepuy Marahuaca o Árbol de la Vida tiene dos mesetas separadas, el Marahuaca Huha al norte y el Marahuaca Huif al sureste, a su vez en el sureste del Marahuaca Huif se encuentra una porción denominada Atahua-Sisho que se alza sobre los 2700 msnm y al oeste se encuentra el cerro Petaca de similar altitud. En su parte más elevada, ubicada en el área central norte del Marahuaca Huha, se encuentra la máxima elevación de este cerro con 2832 msnm, además de tener una meseta que abarca un área de 121 km², con taludes de 325 km². En el tepuy Marahuaca existen muchos cursos de agua que fluyen y caen en numerosas cascadas. Los ríos Kidichunama, Cudunama, Judiñama y Yamajuna,que nacen en el Marahuaca, se desprenden por el flanco este de la cumbre alimentando el cauce del río Padamo, mientras que los
ríos Yameduaka, Nama nama y Matasha alimentan el cauce del río Cunucunuma al oeste. También en la cumbre del tepuy Marahuaca
nace el río Iguapo, tributario directo del río Orinoco. El río Iguapo se desprende del tepuy en una caída libre de 650 m de altura, siendo uno de los saltos de agua más altos del mundo.